# Club Sport Marítimo 2012-2013
Questa voce raccoglie le informazioni riguardanti il Club Sport Marítimo nelle competizioni ufficiali della stagione 2012-2013.

## Maglie e sponsor
| Casa | Trasferta |

Sponsor ufficiale: Banif

## Rosa
| N. |                          | Ruolo | Calciatore       |
| -- | ------------------------ | ----- | ---------------- |
| 1  | Brasile (bandiera)       | P     | Wellington Lima  |
| 2  | Portogallo (bandiera)    | D     | João Diogo       |
| 3  | Brasile (bandiera)       | D     | Márcio Rosário   |
| 4  | Brasile (bandiera)       | D     | Igor Rossi       |
| 5  | Brasile (bandiera)       | C     | Rafael Miranda   |
| 7  | Portogallo (bandiera)    | C     | Semedo           |
| 8  | Portogallo (bandiera)    | A     | Gonçalo          |
| 9  | Brasile (bandiera)       | A     | Fidélis          |
| 10 | Capo Verde (bandiera)    | A     | Héldon           |
| 11 | Nigeria (bandiera)       | A     | Ibrahim Obayomi  |
| 13 | Brasile (bandiera)       | C     | Olberdam         |
| 16 | Francia (bandiera)       | D     | Valentin Roberge |
| 17 | Guinea-Bissau (bandiera) | A     | Sami             |
| 18 | Portogallo (bandiera)    | D     | Luís Olim        |

| N. |                          | Ruolo | Calciatore       |
| -- | ------------------------ | ----- | ---------------- |
| 20 | Brasile (bandiera)       | C     | João Luiz        |
| 21 | Portogallo (bandiera)    | D     | Briguel          |
| 26 | Brasile (bandiera)       | A     | Adilson          |
| 27 | Brasile (bandiera)       | C     | Rodrigo          |
| 28 | Portogallo (bandiera)    | C     | Rúben Brígido    |
| 30 | Brasile (bandiera)       | A     | Danilo Dias      |
| 37 | Portogallo (bandiera)    | P     | Ricardo Ferreira |
| 41 | Portogallo (bandiera)    | D     | Rúben Ferreira   |
| 44 | Brasile (bandiera)       | D     | João Guilherme   |
| 77 | Francia (bandiera)       | P     | Romain Salin     |
| 84 | Portogallo (bandiera)    | C     | Artur Moreira    |
| 90 | Portogallo (bandiera)    | C     | David Simão      |
| 99 | Corea del Sud (bandiera) | A     | Suk Hyun-jun     |
|    | Brasile (bandiera)       | A     | Ytalo            |